# Chráněná krajinná oblast Slavkovský les
Chráněná krajinná oblast Slavkovský les (CHKO Slavkovský les) je chráněná krajinná oblast v Česku. Vyhlášena byla 21. června 1974. Správa CHKO sídlí v Mariánských Lázních, Dům přírody se nachází na Kladské. Rozloha CHKO činí 611 km², nadmořská výška se pohybuje v rozmezí 374 až 983 metrů, nejvyšším bodem je vrchol Lesného.
CHKO Slavkovský les zahrnuje území Slavkovského lesa, hornatou krajinu parovinného typu. Rozkládá se mezi Tachovskou brázdou, Chebskou a Sokolovskou pánví a má přibližně tvar trojúhelníku; v blízkosti jeho vrcholů leží lázeňská města Karlovy Vary, Mariánské Lázně a Františkovy Lázně. Chráněná krajinná oblast byla vyhlášena pro ochranu krajiny, geologických a botanických hodnot. Ve znaku CHKO je vzácná arnika horská (Arnica montana), typická pro tuto oblast, na pozadí vrchů Lesný, Lysina a Kružný. Hranice CHKO vede přibližně po spojnici měst Karlovy Vary – Loket – Kynšperk nad Ohří – Mariánské Lázně – Teplá – Andělská Hora – Karlovy Vary. Nejsevernější bod je nedaleko obce Sedlečko, nejjižnější v obci Výškov. Nejvýchodnější bod je pod přírodní památkou Šemnická skála a nejzápadnější v blízkosti Manského dvora u Dolního Žandova. K nejcennějším partiím patří Mnichovské hadce a Kladské rašeliny.

## Přírodní poměry
Příroda území je velmi pestrá: vyskytují se zde např. mokřadní louky, zachovalé bučiny a kaňony se skalními útvary v údolích řek Teplá a Ohře. K nejcennějším partiím patří Mnichovské hadce a Kladské rašeliny. Převážná část leží na území s mírně chladným a mírně suchým létem. Delší léto a teplejší zima je v údolí Ohře. Nejvyšší polohy se nacházejí v chladné klimatické oblasti, s relativně delší zimou a vyšší sněhovou pokrývkou. Nejchladnější je oblast Lysiny (982,5 m n. m.) a Lesného (983,5 m n. m.), kde je na území CHKO Slavkovský les zároveň nejvyšší dlouhodobý průměrný roční úhrn srážek (nad 900 mm).
Měření průměrných srážek na Lysině za roky 1990–2010 vykazuje téměř 1000 mm.

### Geologie a geomorfologie
Centrální část území se nachází v geomorfologickém celku Slavkovský les na jihu a jihovýchodu v Tepelské vrchovině, v severovýchodním cípu sem zasahují okrajové části Doupovských hor, v severní části sem svým okrajem zasahuje Sokolovská pánev, v severozápadní Chebská pánev. Slavkovský les je sevřen částí Krušných hor, Smrčinami a Českým lesem. Na západě a jihozápadě spadá strmě k východnímu okraji neogenní chebské pánve. Slavkovský les je tvořen převážně žulovými horninami, tzv. horského a krušnohorského typu, v centrální části jsou metamorfované greiseny. Plášť žuly zde tvoří slabě granitizované slavkovské pararuly. K významným patří ještě horniny mariánskolázeňského metabasitového komplexu, převážně amfibolity a serpentinity (hadce). Pruh hadcových hornin se nachází v oblasti mezi Mariánskými Lázněmi, Prameny a Novou Vsí. Pro celé území je charakteristická značná různorodost hornin a přítomnost některých atraktivních geologických jevů. Nachází se zde řada geologicky podmíněných chráněných území, jako národní přírodní památka Svatošské skály, hadcové skály Vlček. Neovulkanity jsou roztroušeny po oblasti v několika izolovaných výchozech, zejména v okolí Sedlečka a Šemnic (neovulkanity Doupovských hor), kde jsou chráněny v přírodní památce Šemnická skála. K dalším výrazným neovulkanitům patří PP Homolka (698 m n. m.) a Podhorní vrch (850 m n. m.), tvořené olivinickým nefelinitem. Čedič se sloupcovitou odlučností je chráněn na území PP Čedičové varhany u Hlinek. Pro oblast jsou charakteristické výrony plynů (například PR Smraďoch, PP Sirňák, PP Milhostovské mofety), které jsou pozůstatkem třetihorního vulkanismu, a výskyt termálních vod, minerálek a kyselek. V chráněném území je známo více než tisíc ložisek rašeliny.

Hubský peň Krásno

Oblast Slavkovského lesa byla v minulosti předmětem dobývání rud. Od nepaměti byl Slavkovský les spojován s dobýváním kvalitní cínové rudy. Nejznámější je dobývání bohatých cínových a wolframových rud na greisenových pních v okolí Horního Slavkova a Krásna. Zejména krystaly kassiteritu, hlavního minerálu cínu, jsou ve všech významných mineralogických sbírkách, a to jak v muzeích po celém světě, tak i soukromých sbírkách. Největším povrchovým pozůstatkem po dobývání rud cínu a wolframu je propadlina na tzv. Hubském pni. Mnoho menších důlních děl se tu při velké katastrofě v 17. století v důsledku značného poddolování celého povrchu hromadně propadlo. Na území chráněné krajinné oblasti je významnou hornickou památkou dobývání cínové rudy staré důlní dílo Jeroným. Na stěnách chodeb s povlaky sazí po rozrušování horniny ohněm (tzv. sázení ohněm) jsou v žule patrné stopy po želízku a mlátku, nástrojích dávných horníků. V okolí Horního Slavkova byl v padesátých letech 20. století dobýván uran. V oblasti je více význačných mineralogických výskytů, za zmínku již vytěžené pegmatitové těleso u Lázní Kynžvartu, kde se vyskytovalo mnoha zajímavých minerálů. Dalším významným důlním revírem byly v minulosti Michalovy Hory, které se nacházejí v nejjižnějším cípu CHKO. Rudní žíly v této oblasti jsou geologicky i parageneticky zajímavé, avšak dlouhá doba od ukončení důlní činnosti způsobila, že toto dříve významné středisko dolování téměř upadlo v zapomnění a pěkné ukázky rud niklu, kobaltu, olova, zinku, stříbra a mědi odtud jsou již vzácné.

### Hydrologie

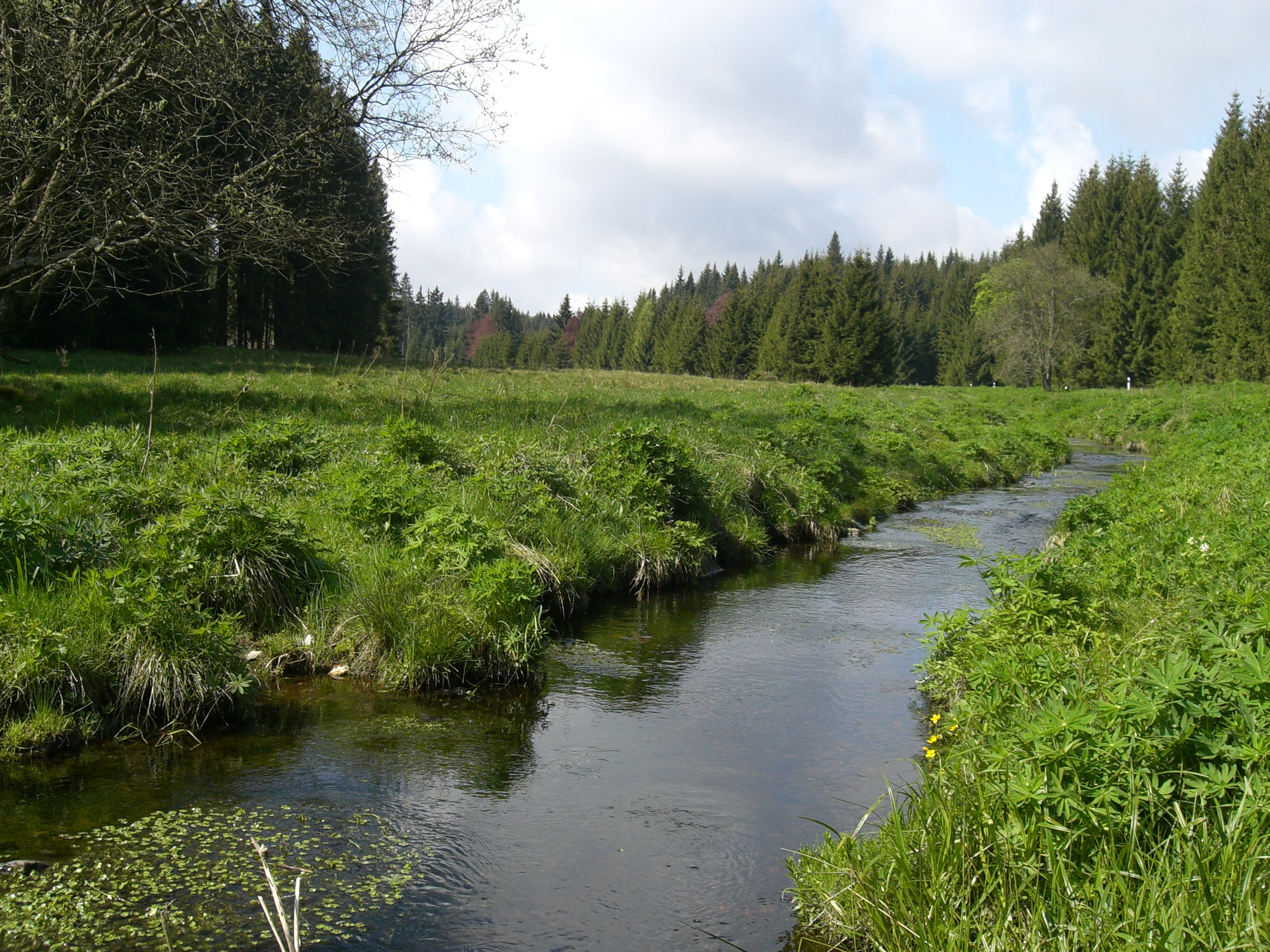
Pramenský potok v oblasti.

Území CHKO Slavkovský les náleží z větší části do povodí Ohře, z menší části do povodí Mže a Střely. Povodí Ohře tvoří převládající část území chráněné oblasti. Ohře vtéká do území CHKO v severní části krátkým úsekem mezi Loktem a Doubím. Hlavním odvodňovacím tokem území CHKO je řeka Teplá. Pramení v mokřadech v blízkosti obce Zádub–Závišín a ústí do řeky Ohře v Karlových Varech. Při své cestě vytváří hluboké kaňonovité údolí. Významnými přítoky jsou Pramenský potok, Bečovský potok, Otročínský potok a Lomnický potok. Na dolním toku Teplé byla u Březové vybudována ve třicátých letech 20. století přehradní nádrž Březová, která dosud sloužící jako retenční nádrž pro ochranu Karlových Varů před povodněmi. Významným umělým vodním dílem je Dlouhá stoka. Jedná se o systém vodních děl vybudovaný v 16. století především pro pohon důlních zařízení v Krásně a Horním Slavkově. Do Ohře se vlévá v Lokti. Malá a Velká Libava odvodňují západní část Slavkovského lesa. Pramení u Lazů a po vzájemném soutoku ústí od Ohře v Libavském Údolí nedaleko Kynšperku nad Ohří. Na Velké Libavě byla v šedesátých letech 20. století vybudována pod obcí Rovná u zaniklé obce Krásná Lípa menší vodárenská nádrž. Lipoltovský potok protéká na úpatí výrazného Mariánskolázeňského zlomu a ústí do řeky Odravy u vsi Obilná. Nejjižnější části oblasti odvodňuje povodí Mže. Nepatrnou část oblasti odvodňuje Kosí potok, vlévající se do Mže. Povodí Střely odvodňuje nepatrné území při východní hranici chráněného území. K fenoménu CHKO Slavkovský les patří vývěry léčivých a minerálních vod. Na území Slavkovského lesa jsou kromě jímaných a jinak využívaných pramenů také přírodní vývěry minerálních vod zvané divoké. Bylo registrováno více než tisíc výronů.

### Flóra a fauna
CHKO Slavkovský les je z botanického hlediska zajímavým a pestrým územím. Kromě charakteristických skalních společenstev a rozsáhlého komplexu rašelinišť se zde vyskytuje velké množství různých typů pramenišť, lučních porostů a pastvin. Nachází se zde dobře zachovalá společenstva vřesovišť, vodní a bažinné vegetace a také společenstva původních lesů. V lužních lesích můžeme z vzácných druhů najít oměj pestrý (Aconitum variegatum) a oměj vlčí mor (Aconitum lycoctonum subsp. lycoctonum), v doubravách např. lilii zlatohlavou (Lilium martagon), na hadcových skalkách řadu specifických a nepříliš častých druhů jako např. vřesovec pleťový (Erica carnea), zimostrázek alpský (Polygala chamaebuxus), včetně vzácných endemitů rožce kuřičkolistého (Cerastium alsinifolium) a chrastavce rolního hadcového (Knautia arvensis subsp. serpentinicola), dvě vzácné hadcové kapradinky sleziník nepravý (Asplenium adulterinum) a sleziník hadcový (Asplenium cuneifolium), na rašeliništích suchopýr pochvatý (Eriophorum vaginatum). Na loukách roste kosatec sibiřský (Iris sibirica), hořeček drsný (Gentianella obtusifolia subsp. sturmiana) nebo hořec hořepník (Gentiana pneumonanthe), upolín evropský (Trollius altissimus), prstnatec májový (Dactylorhiza majalis), vemeník dvoulistý (Platanthera bifolia). Na rašeliništích můžeme ze zajímavých druhů zde spatřit všivec bahenní (Pedicularis palustris), vachtu trojlistou (Menyanthes trifoliata), kruštík bahenní (Epipactis palustris) nebo celou řadu vzácných ostřic.
V CHKO Slavkovský žije řada vzácných druhů živočichů. Z ptáků je to pravidelný výskyt čápa černého (Ciconia nigra), datla černého (Dryocopus martius), jestřába lesního (Accipiter gentilis) a krahujce obecného (Accipiter nisus): Vzácné je několikeré pozorování dudka chocholatého (Upupa epops). Přežívá zde nepočetná populace tetřívka obecného (Tetrao tetrix). Mokřady obývá chřástal polní (Crex crex), skalní údolí výr velký (Bubo bubo). Staré, většinou nepřístupné štoly jsou významnými zimovišti pro řadu druhů netopýrů, především netopýra velkého (Myotis myotis), netopýra ušatého (Plecotus auritus) a netopýra vodního (Myotis daubentonii), netopýra řasnatého (Myotis nattereri), netopýra Brandtova (Myotis brandtii) a netopýra černého (Barbastella barbastellus).
Z dalších živočišných druhů je chráněn např. hnědásek chrastavcový (Euphydryas aurinia), žluťásek borůvkový (Colias palaeno), vážka běloústá (Leucorrhinia albifrons), vranka obecná (Cottus gobio), čáp černý (Ciconia nigra) či sysel obecný (Spermophilus cittelus).

## Galerie

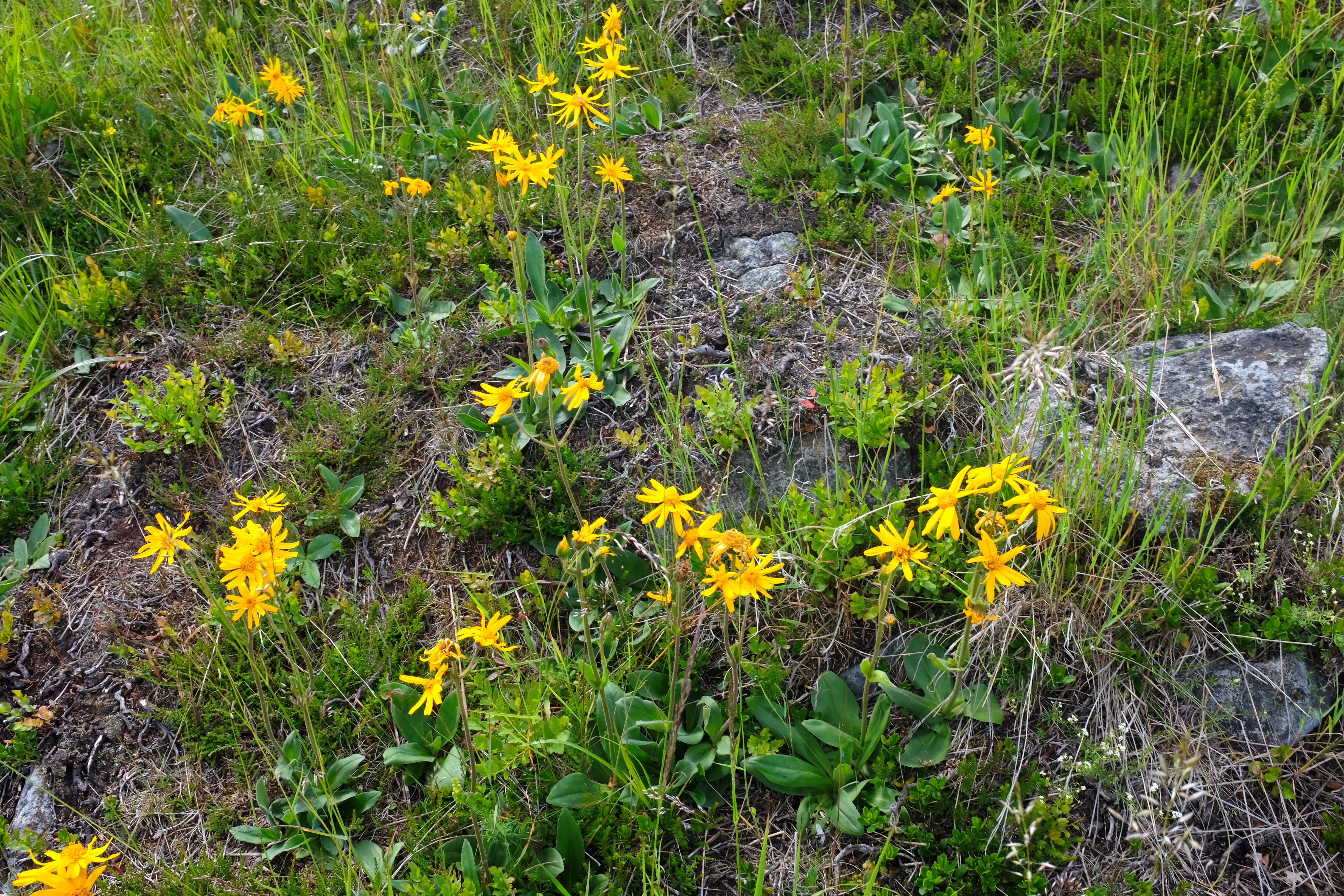
Prha arnika NPP Křížky
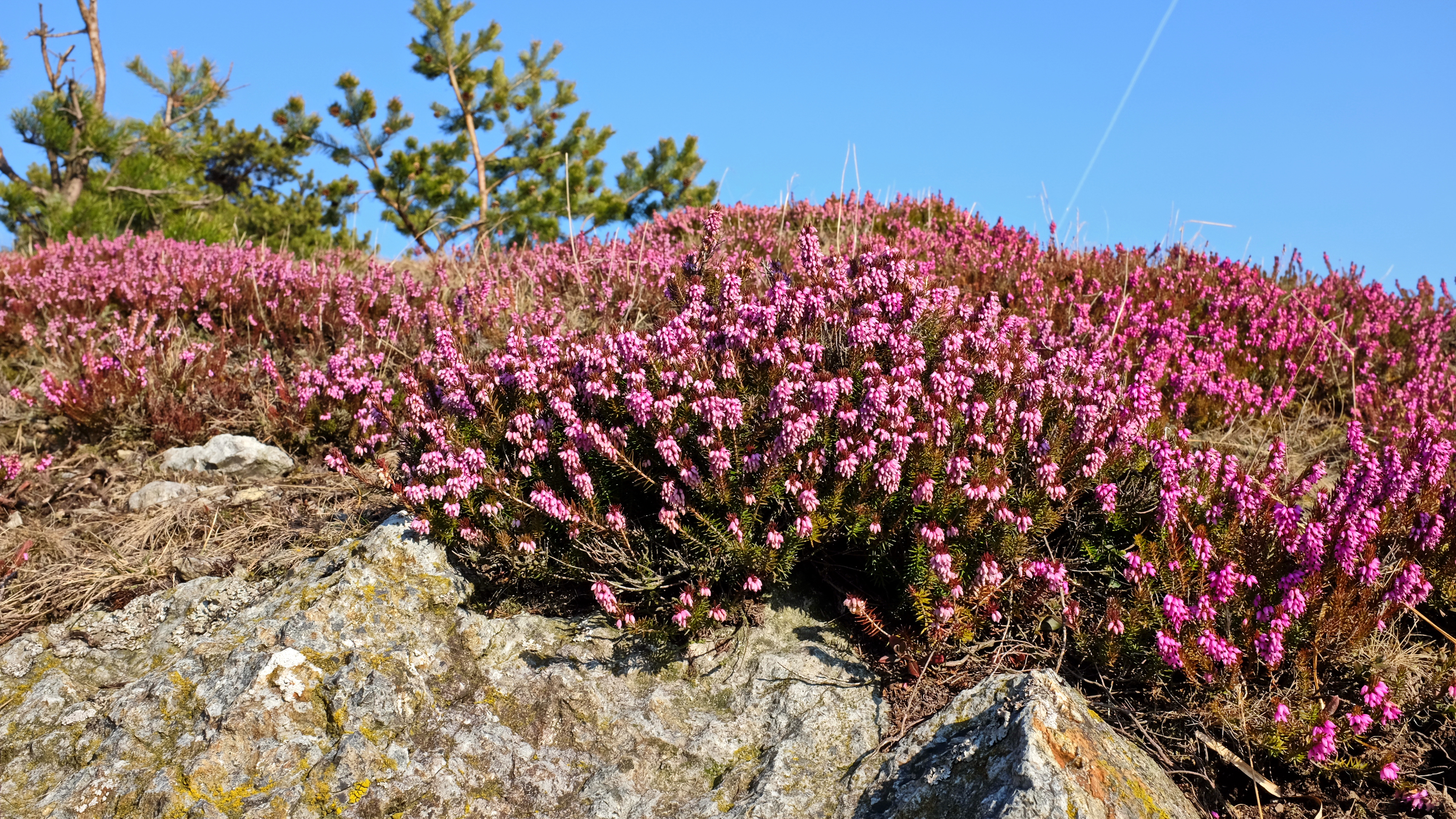
Vřesovec pleťový NPP Křížky
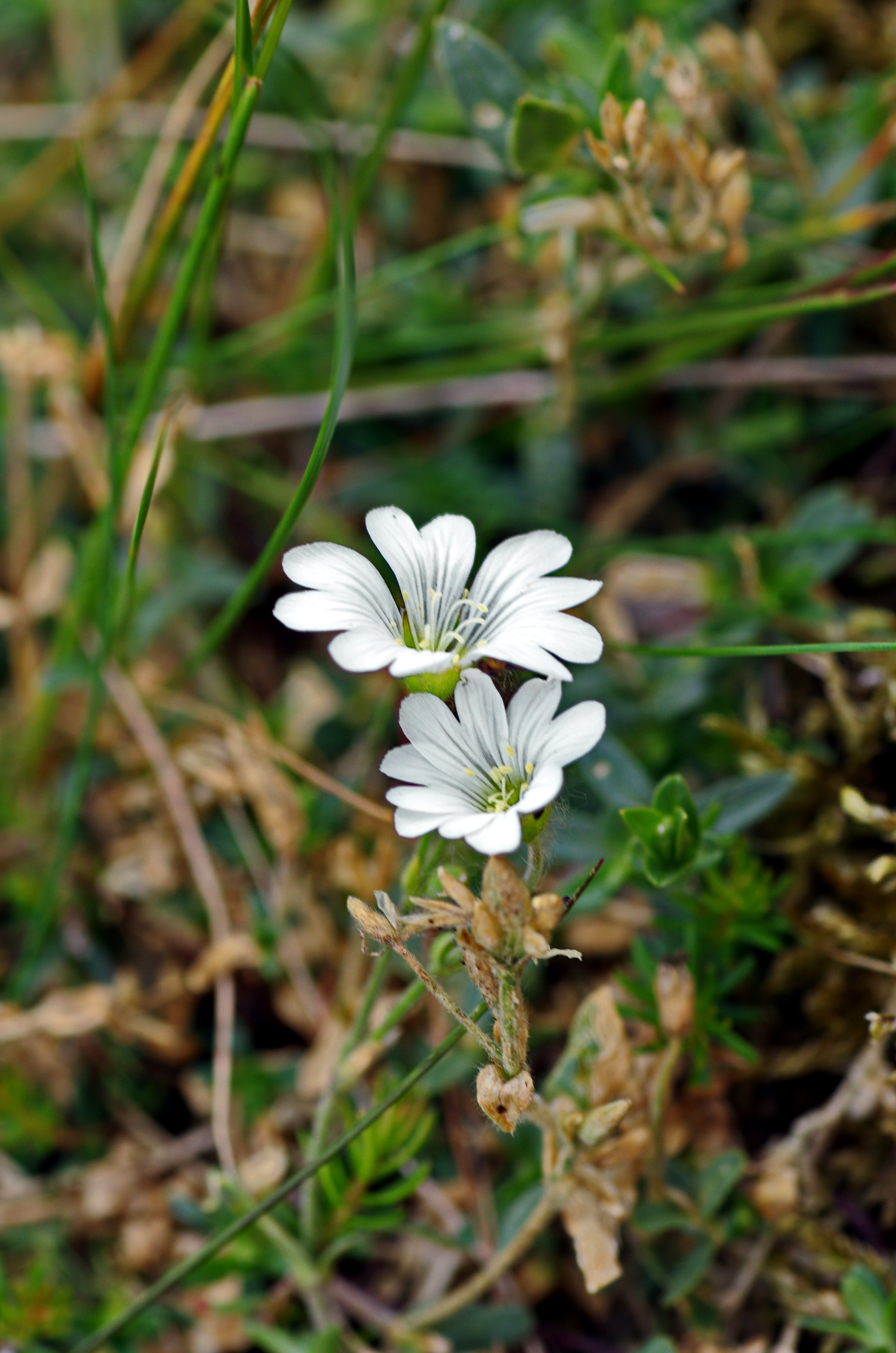
Rožec kuřičkolistý NPP Křížky
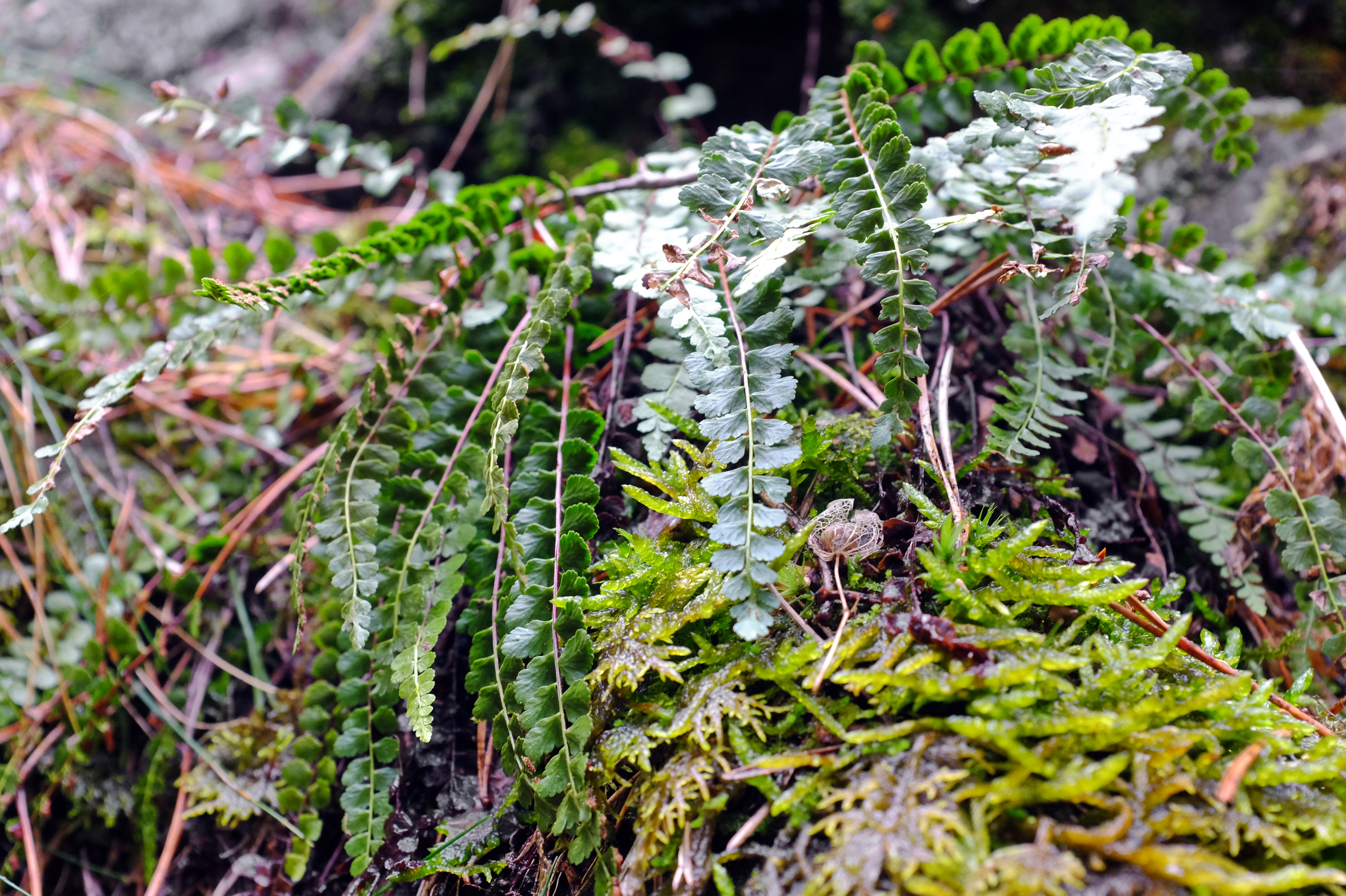
Sleziník nepravý PP Dominova skalka
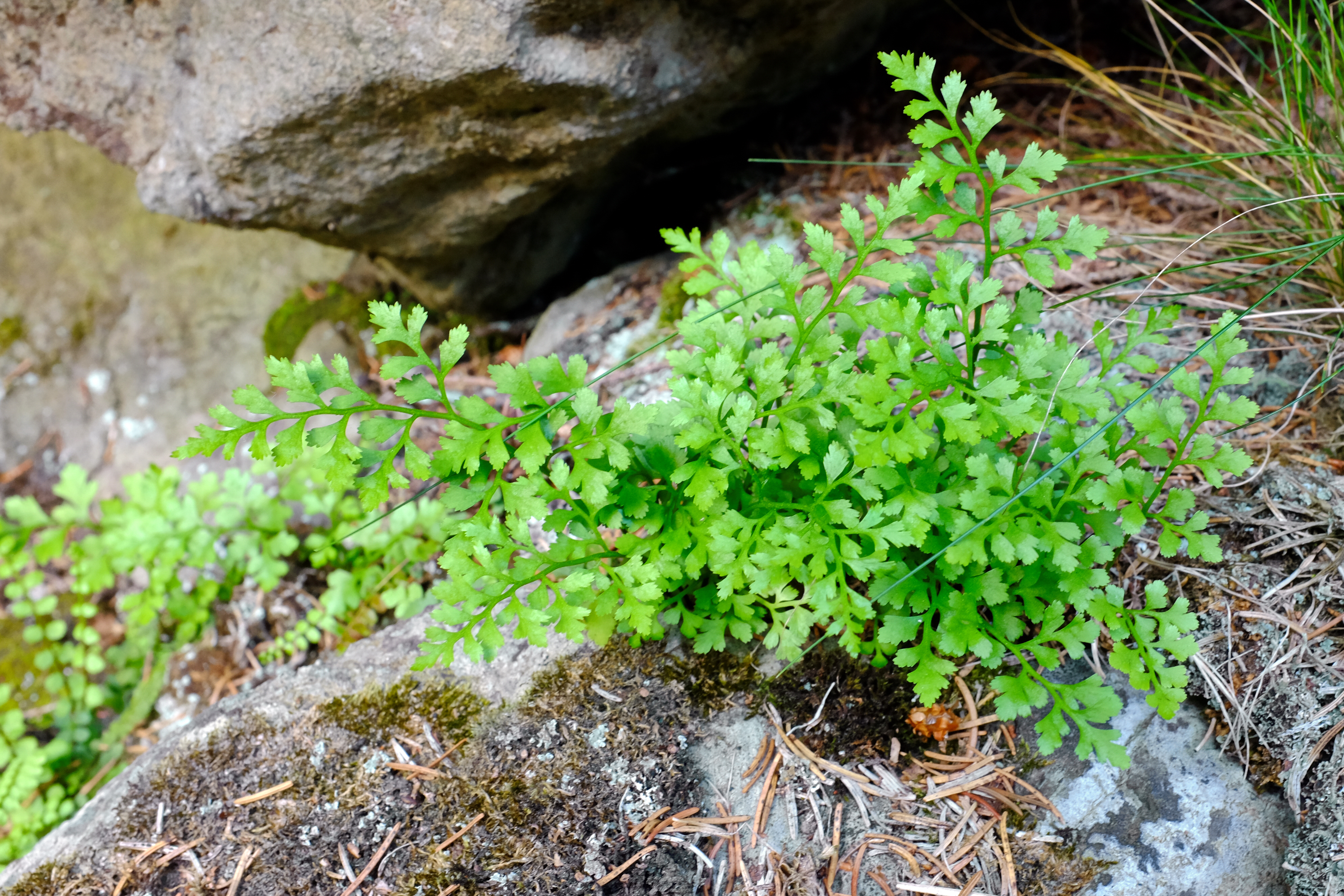
Sleziník hadcový EVL Medvědí rozhledy
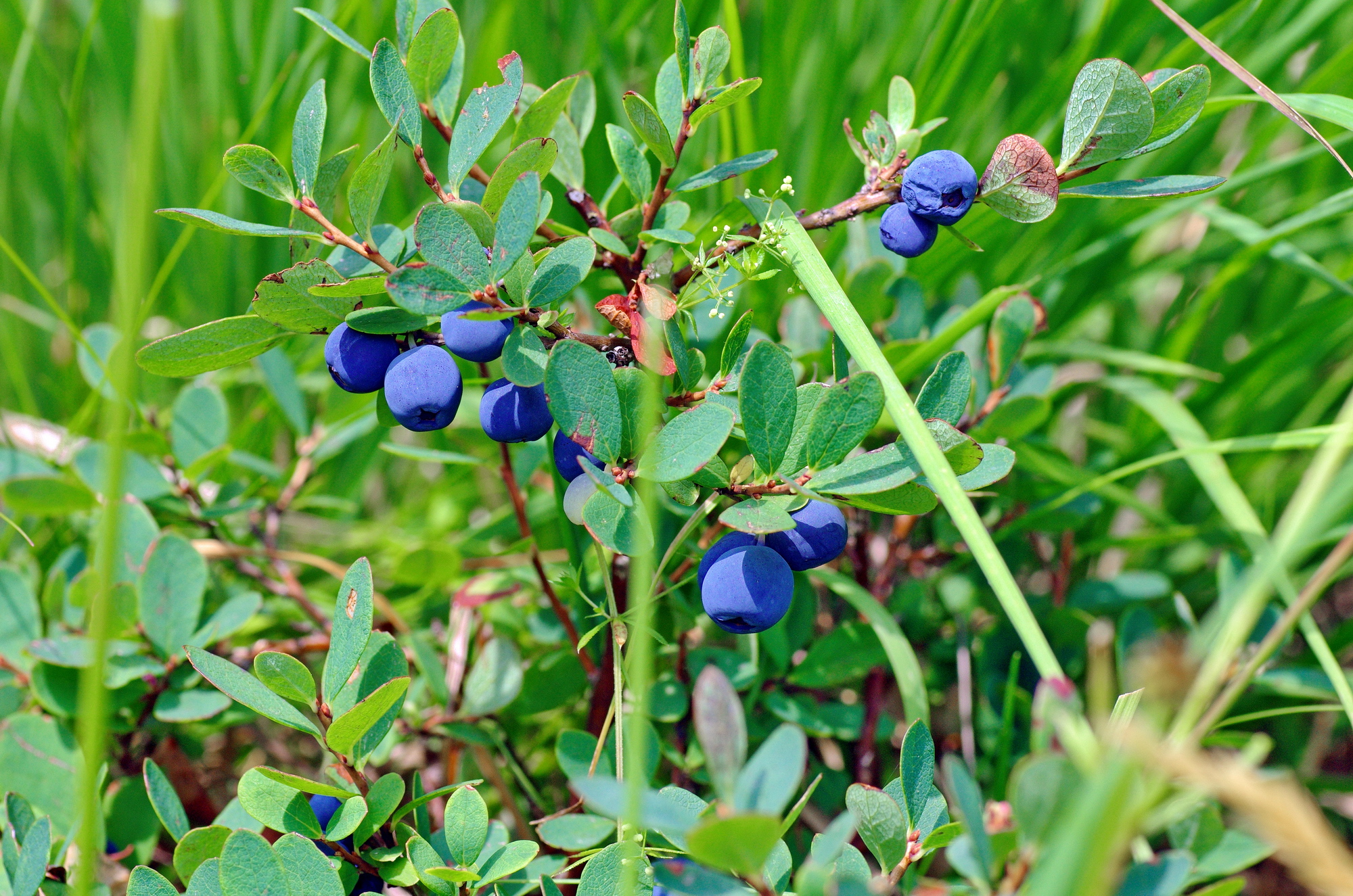
Vlochyně bahenní PR Mokřady pod Vlčkem
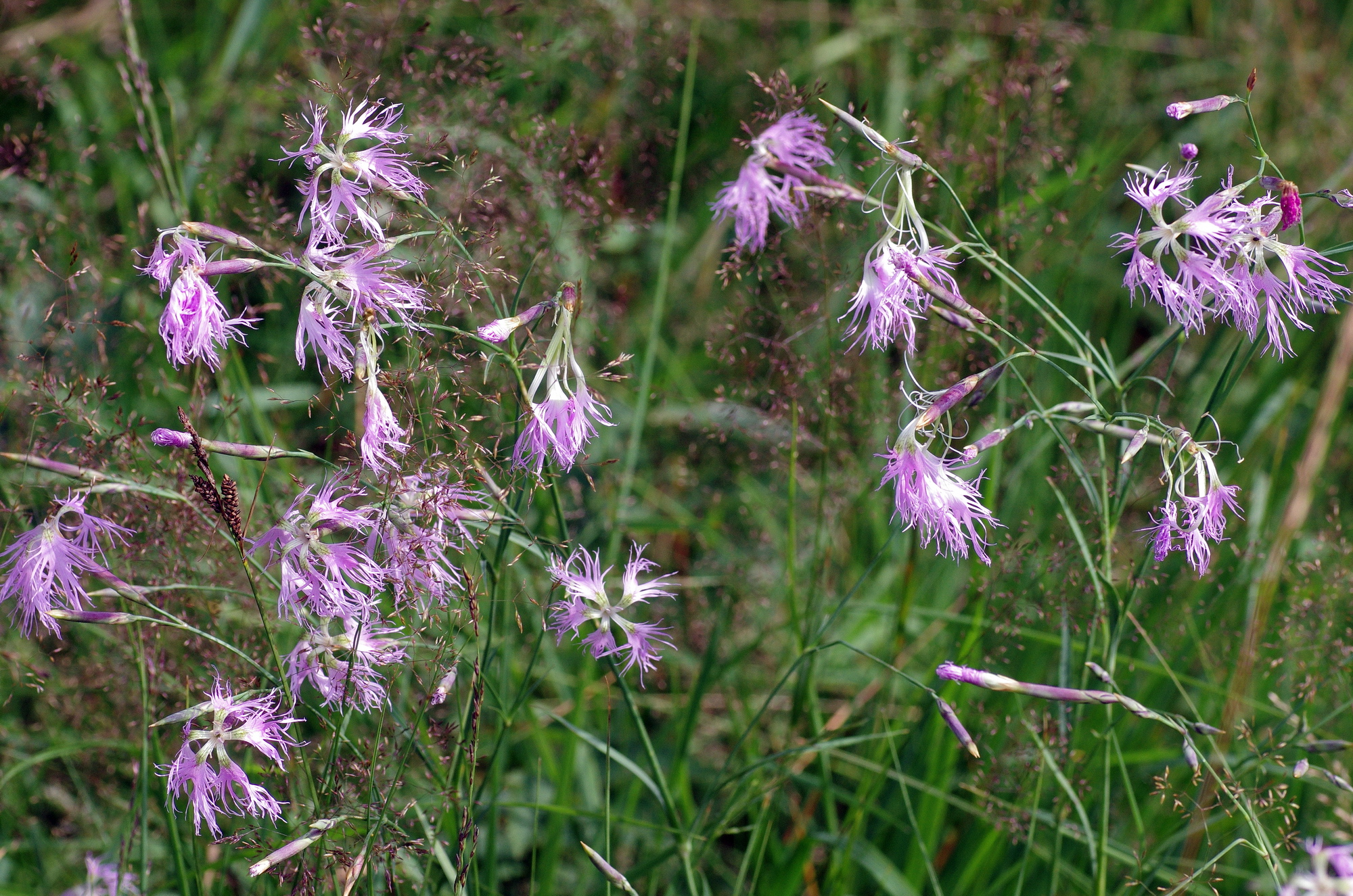
Hvozdík pyšný PR Mokřady pod Vlčkem
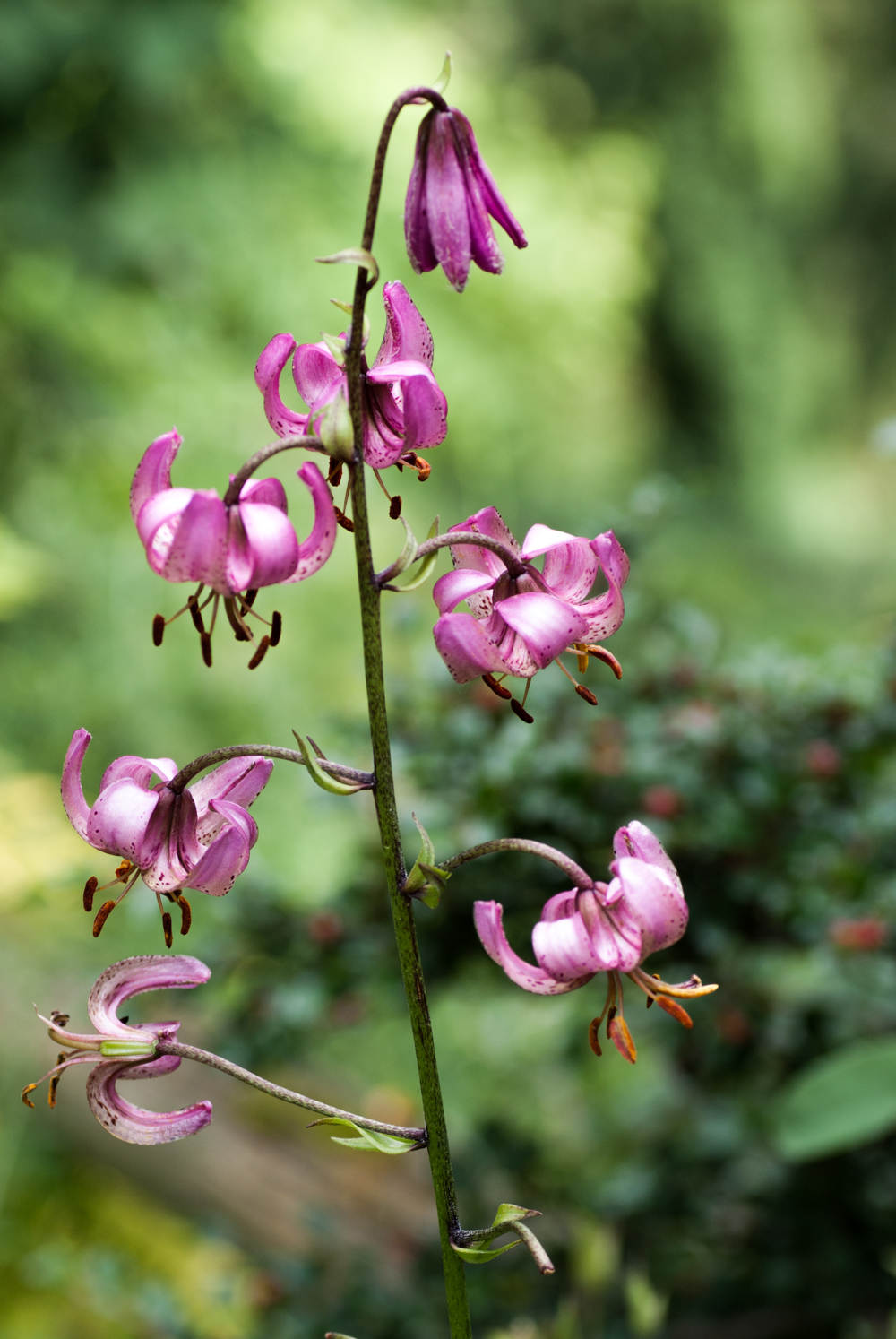
Lilie zlatohlavá PP Homolka
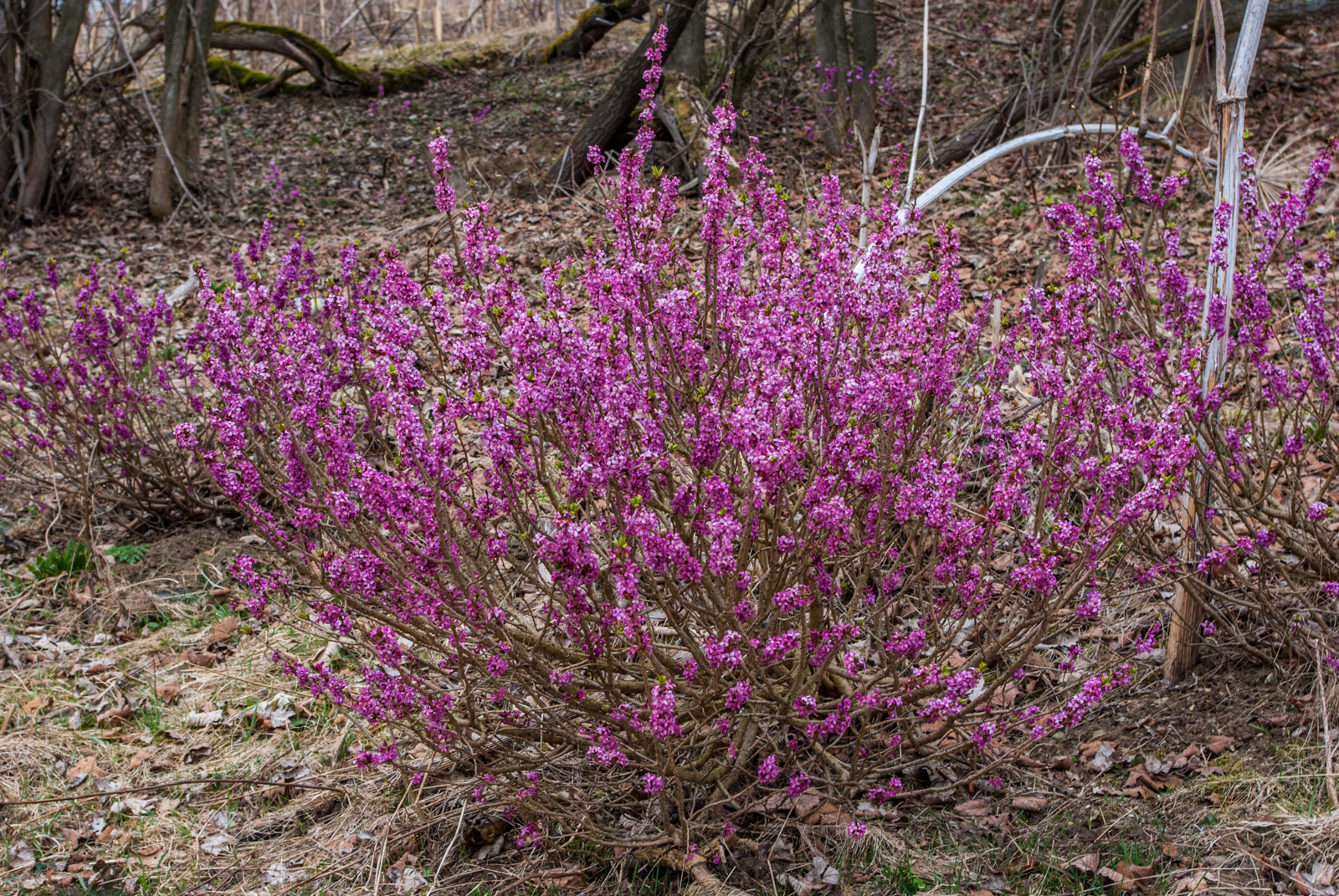
Lýkovec jedovatý u obce Prameny
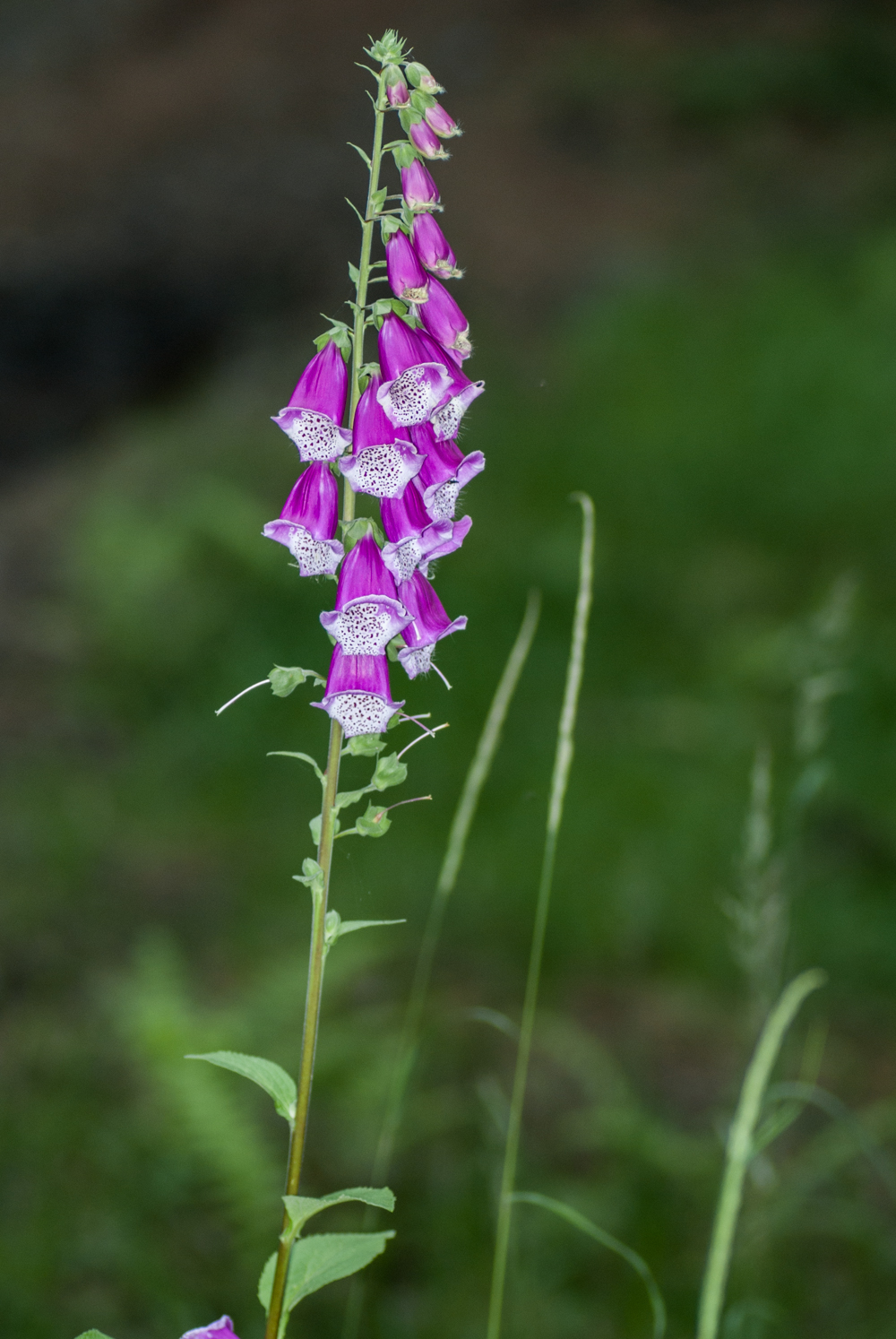
Náprstník červený u Třídomí
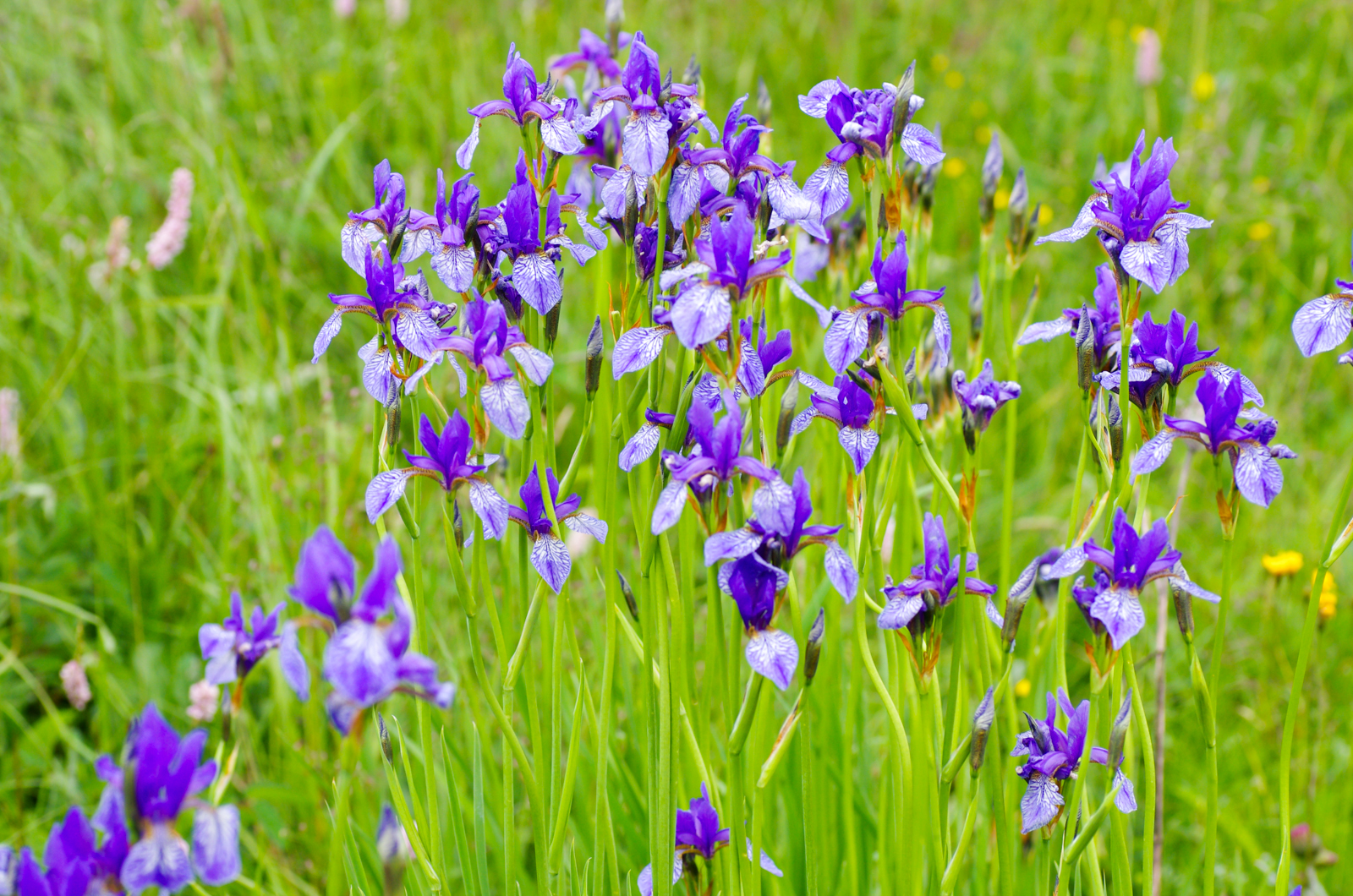
Kosatec sibiřský NPP Upolínová louka pod Křížky
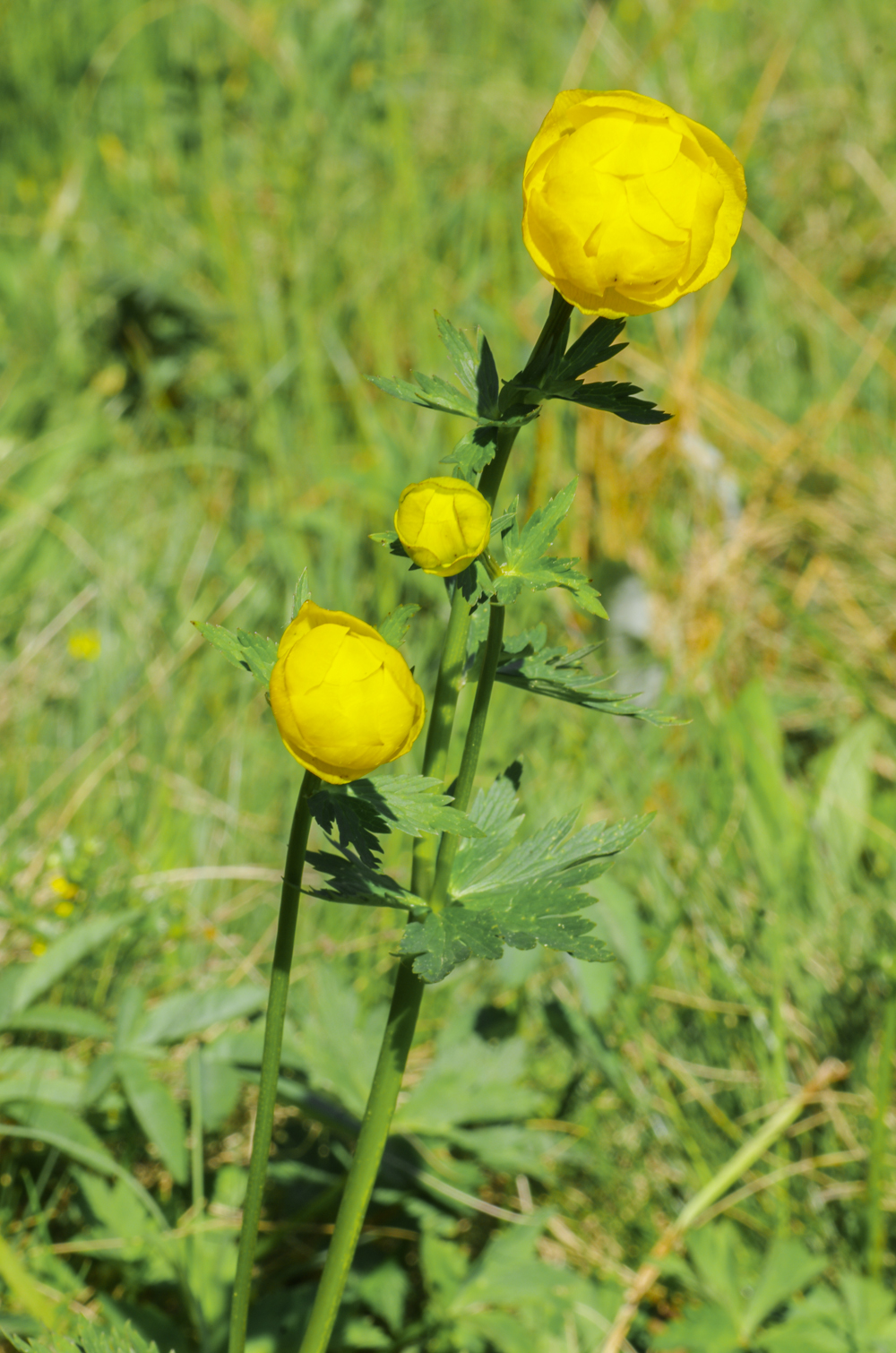
Upolín evropský PR Rašeliniště u myslivny
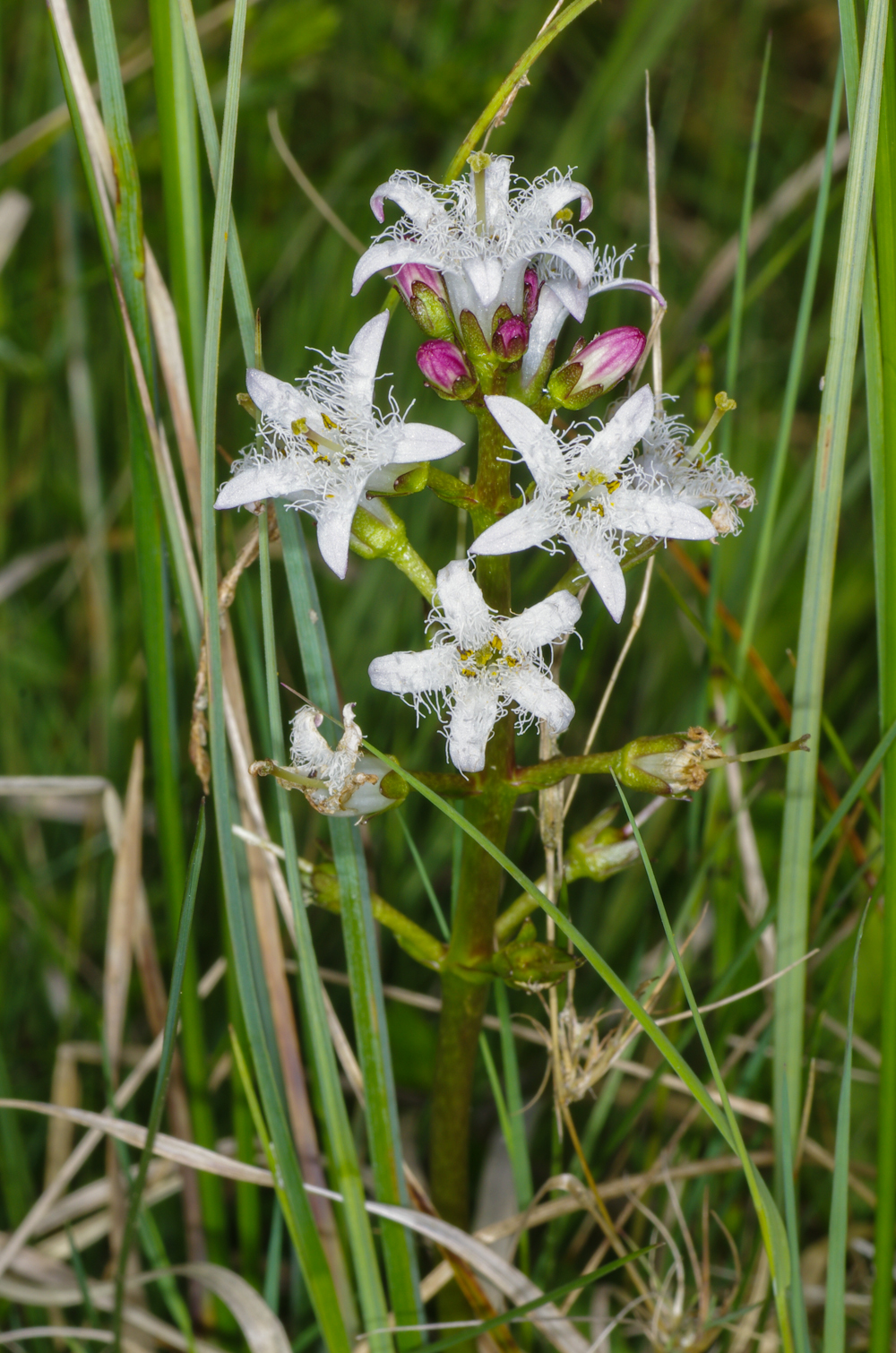
Vachta trojlistá PR Rašeliniště u myslivny
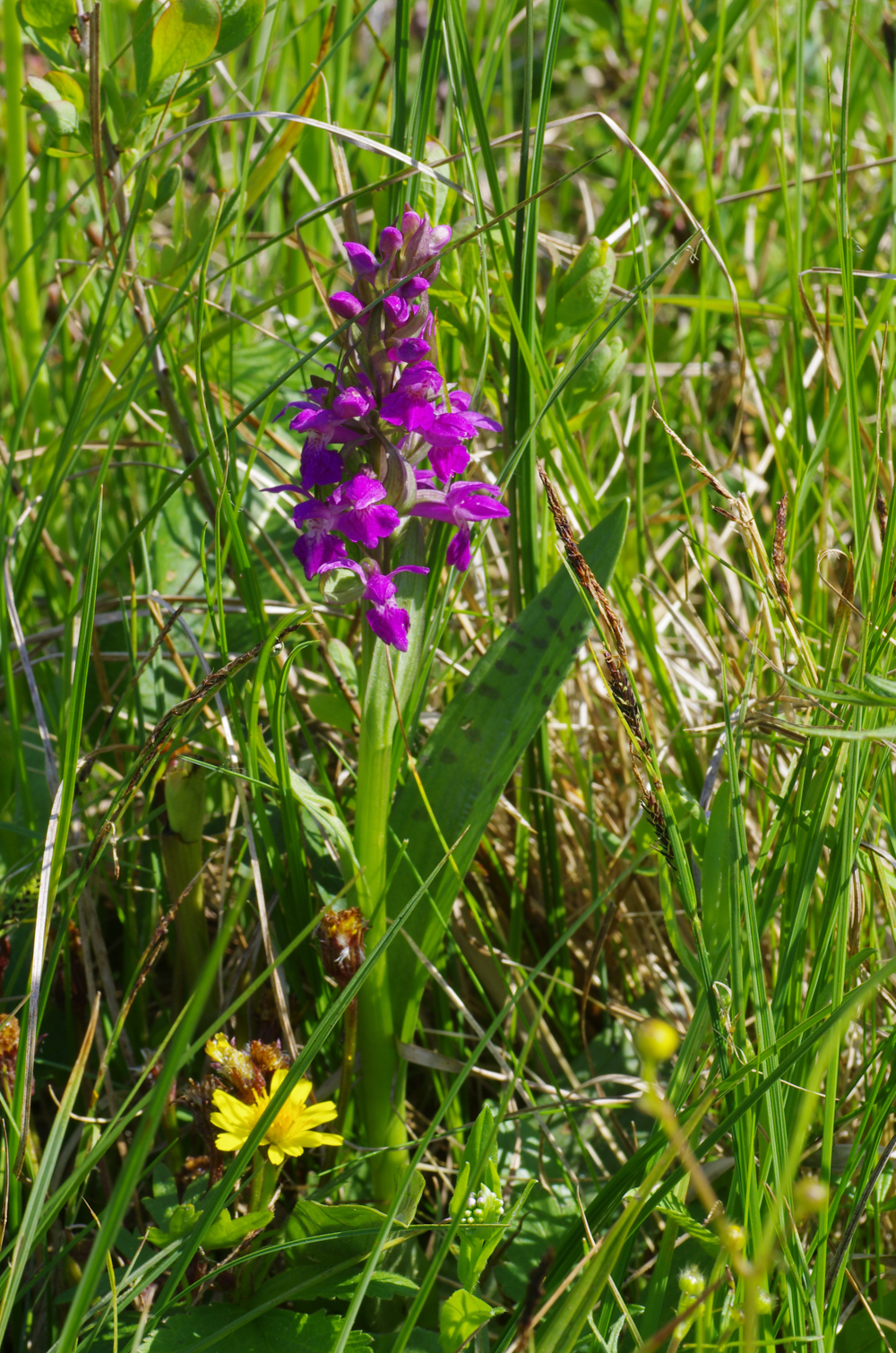
Prstnatec májový PR Rašeliniště u myslivny
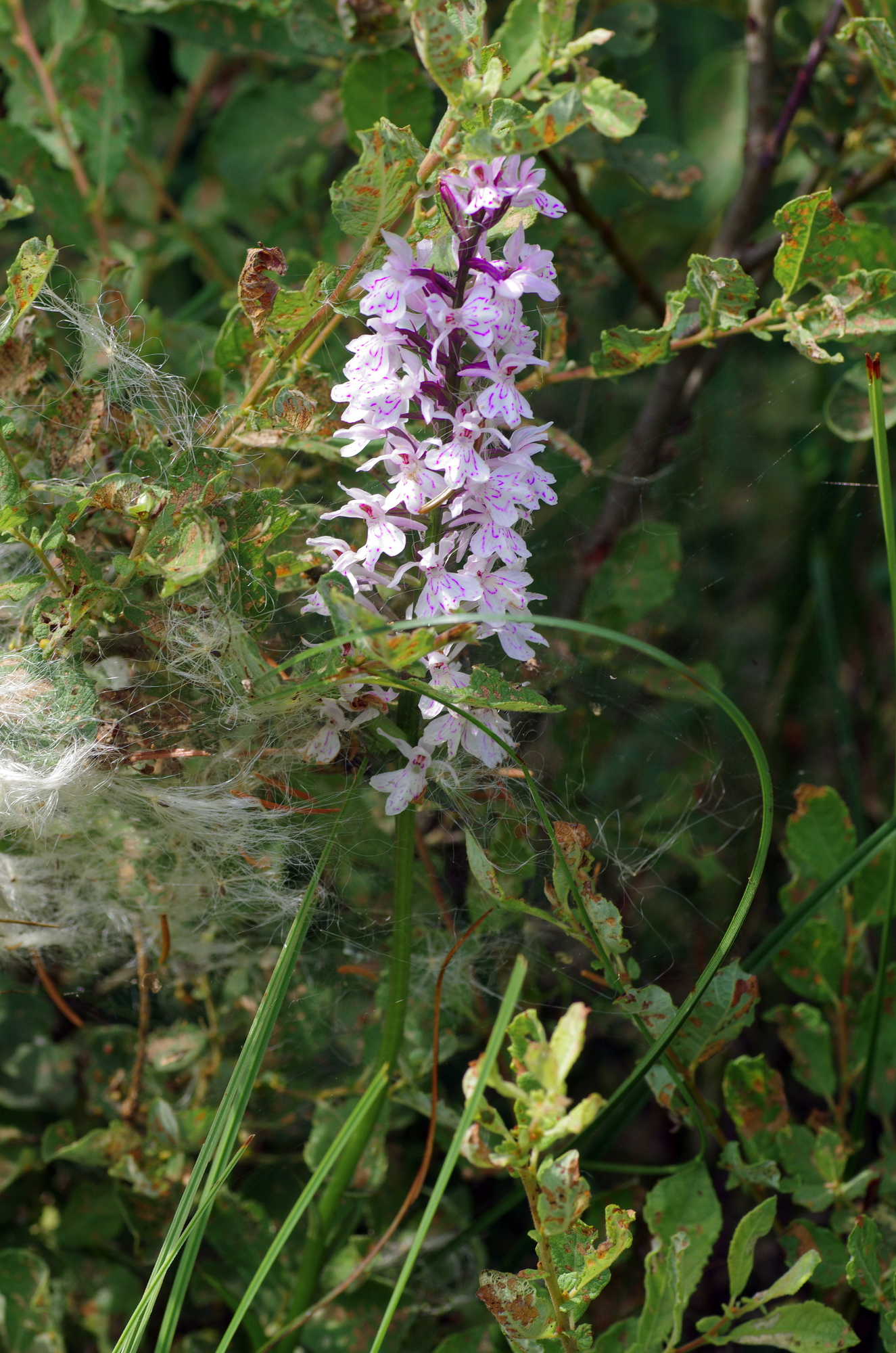
Prstnatec Fuchsův PR Mokřady pod Vlčkem
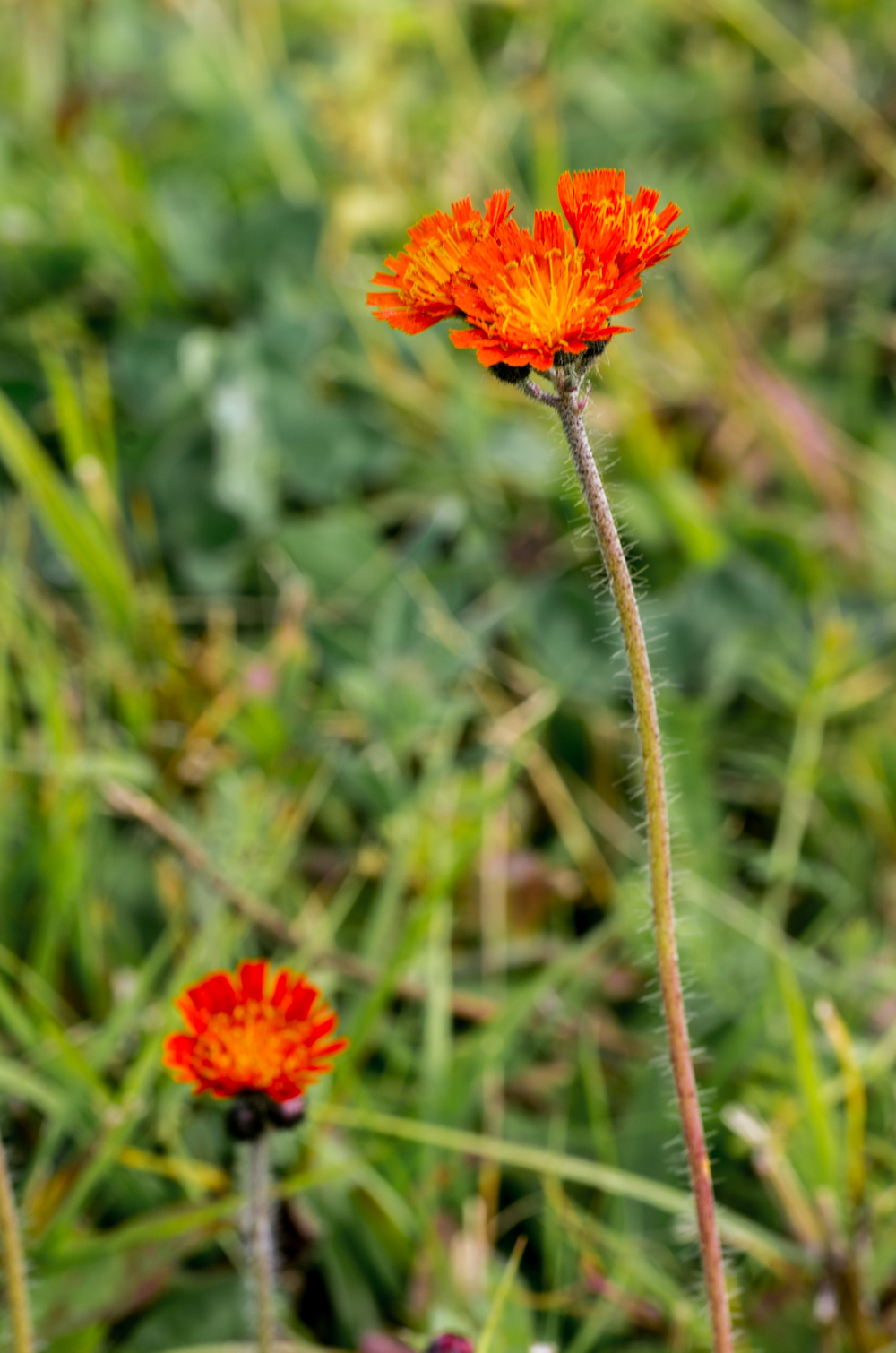
Chlupáček oranžový nad obcí Prameny
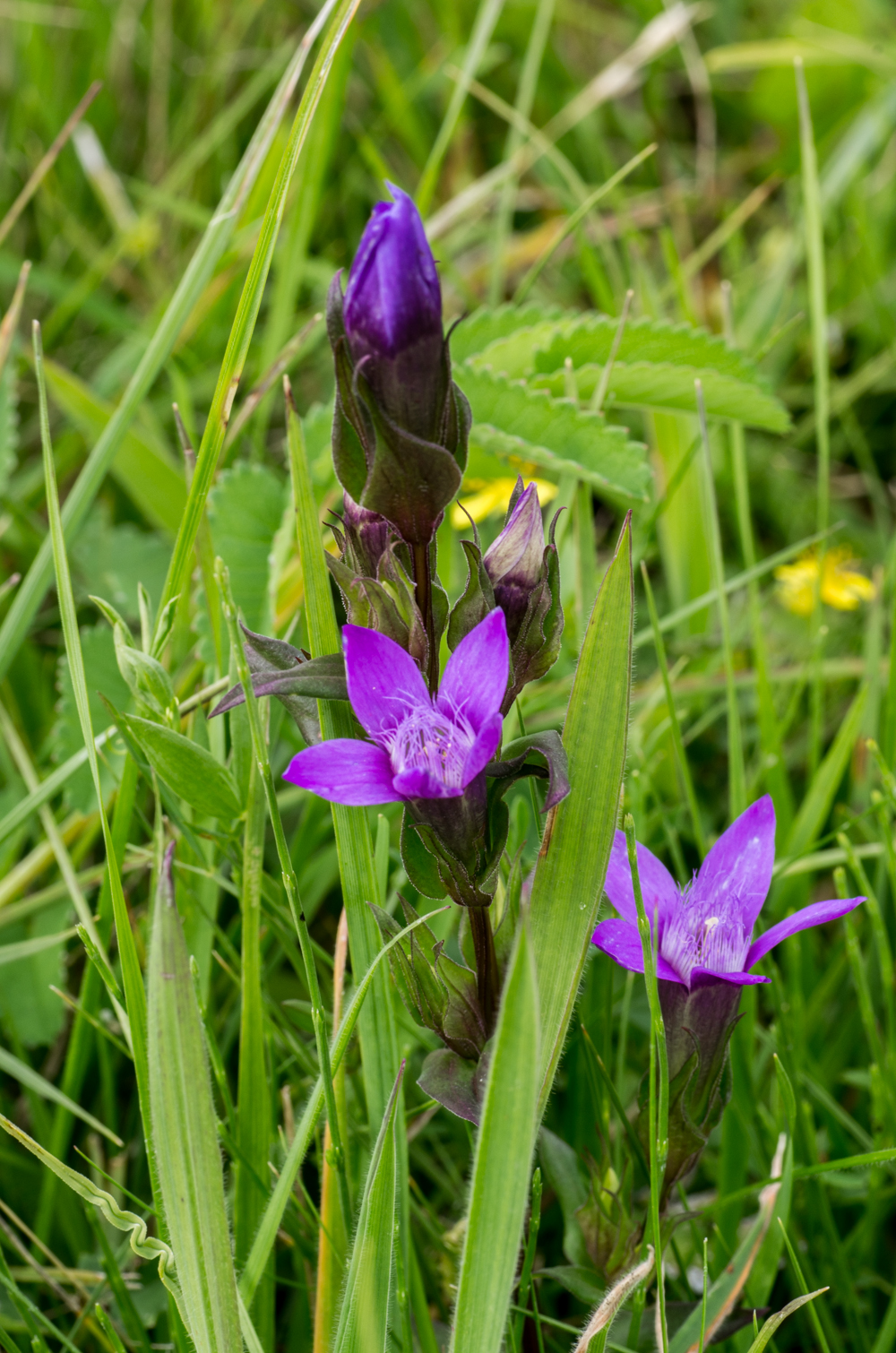
Hořeček drsný Sturmův PP Hořečková louka na Pile
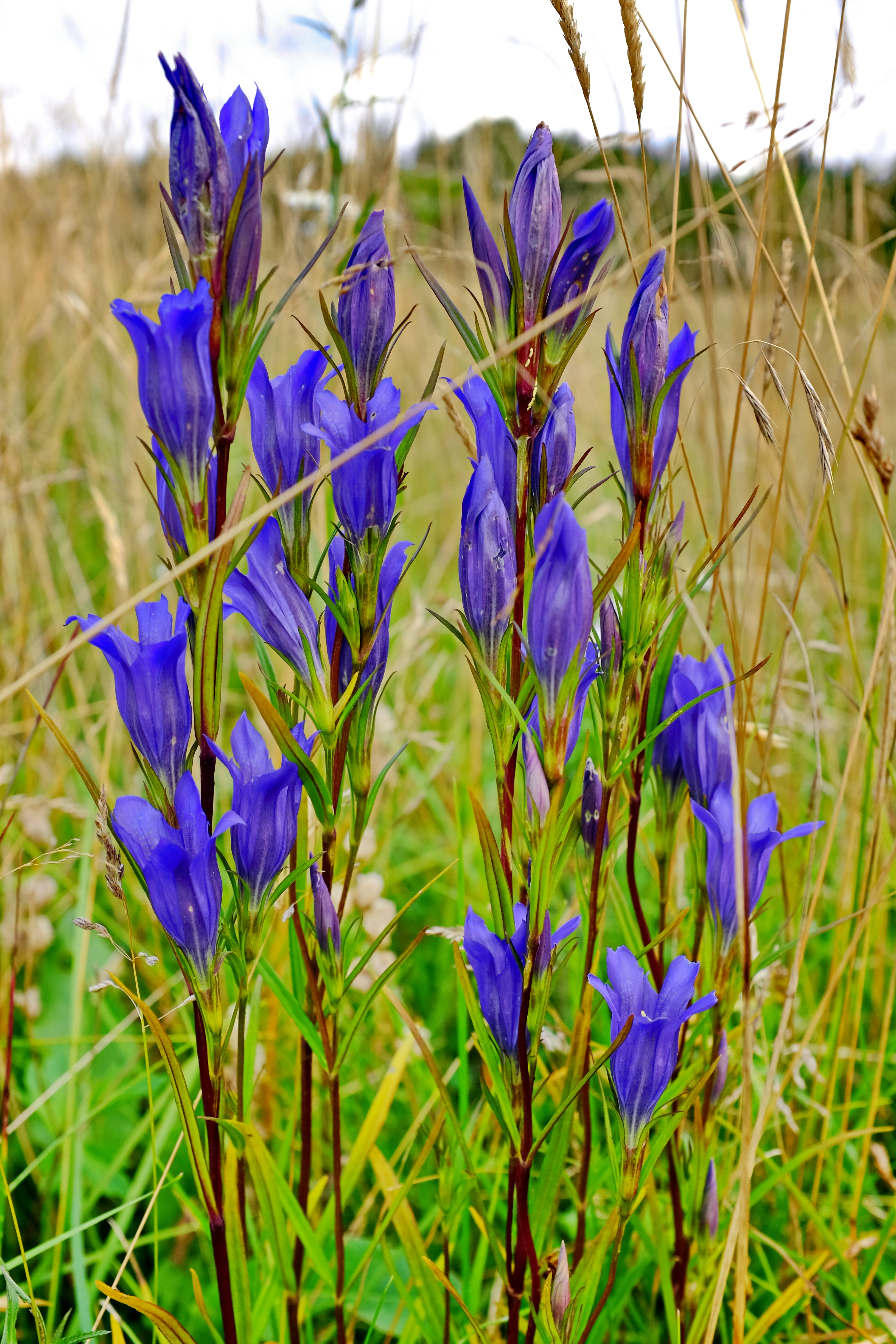
Hořec hořepník PP Kounické louky
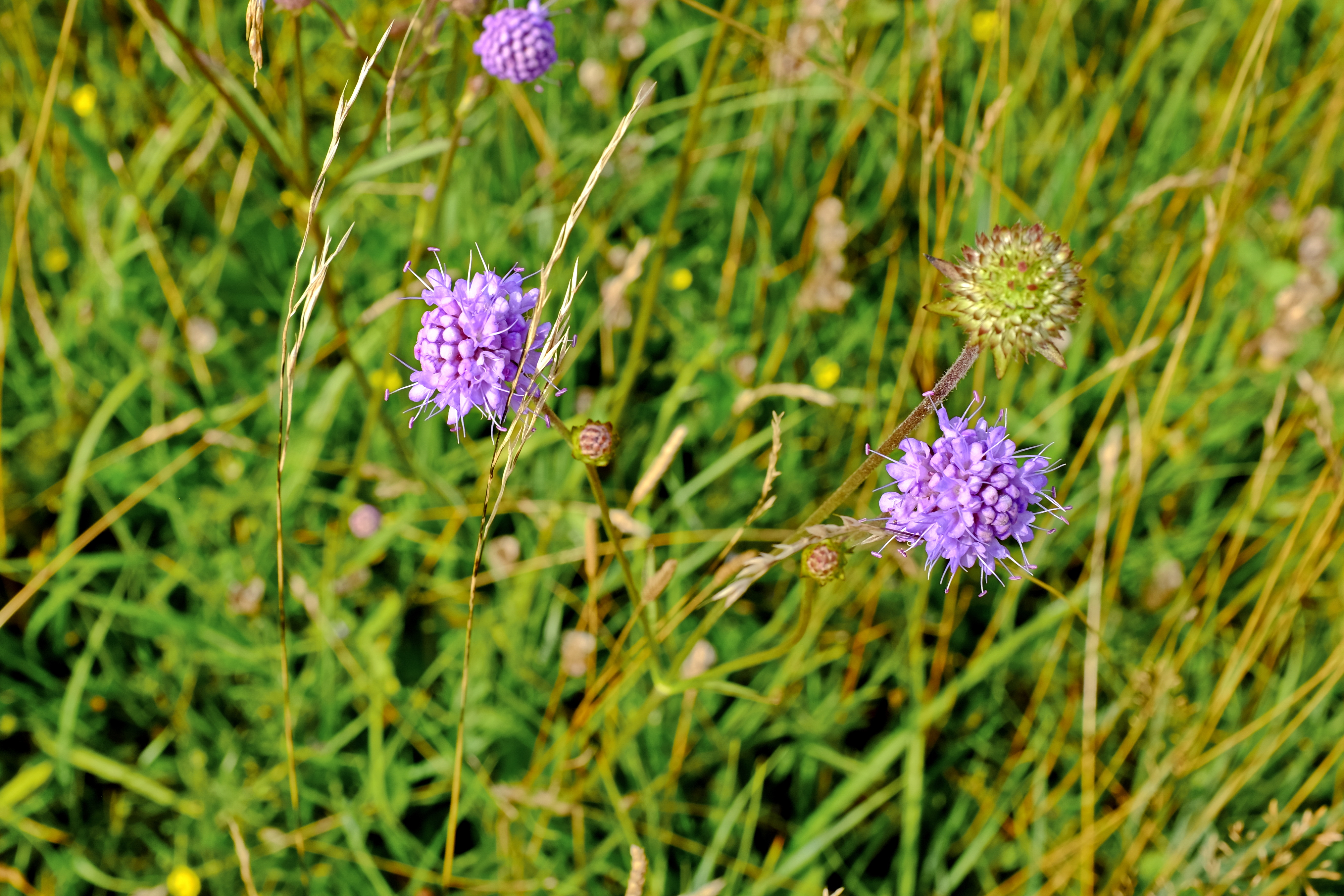
Čertkus luční PP Kounické louky

## Maloplošná chráněná území
V CHKO se nacházejí dvě národní přírodní rezervace (NPR), tři národní přírodní památky (NPP), a celá řada přírodních rezervací (PR) a přírodních památek (PP). Další území se připravují k vyhlášení.

### Národní přírodní rezervace
- Kladské rašeliny
- Pluhův bor

### Národní přírodní památky
- Křížky
- Upolínová louka pod Křížky
- Svatošské skály

### Přírodní rezervace
| - Holina - Rašeliniště u myslivny - Údolí Teplé - Smraďoch - Vlček - Lazurový vrch - Karlův hvozd | - Podhorní vrch - Mokřady pod Vlčkem - Planý vrch - Prameniště Teplé - Žižkův vrch - Hloubek |

### Přírodní památky
| - Čedičové varhany u Hlinek - Čertkus - Čiperka - Dominova skalka - Homolka - Hořečková louka na Pile - Koňský pramen - Kounické louky - Kynžvartský kámen | - Milhostovské mofety - Moučné pytle - Pístovská louka - Podhorní slatě - Sirňák - Šemnická skála - Těšovské pastviny - Velikonoční rybník - Na Vážkách |

V působnosti Správy CHKO Slavkovský les jsou dále NPR Soos, NPR Rolavská vrchoviště (jejíž součástí jsou dřívější NPR Velké jeřábí jezero a Velký močál) a NPP Komorní hůrka, NPP Železná hůrka a NPP Lužní potok, které se však nacházejí mimo CHKO.

## Turismus
Území CHKO Slavkovský les je výletním cílem mnoha mariánskolázeňských hostů a turistů. Nejvíce navštěvována je centrální oblast Slavkovského lesa v okolí Kladské, přírodní rezervace Smraďoch, národní přírodní památka Upolínová louka pod Křížky a naučná stezka Geologický park v Mariánských Lázních. U karlovarských lázeňských hostů a turistů je to především národní přírodní památka Svatoššské skály. K lokalitám v blízkosti lázeňských měst vedou značené turistické trasy i naučné stezky. Díky příhraniční poloze Slavkovského lesa a zároveň umístění uvnitř západočeského lázeňského trojúhelníku je zde značný příliv zahraničních turistů, zejména z Německa. Těmto okolnostem jsou i přizpůsobeny informační tabule s překlady do německého, někde i anglického jazyka.

### Naučné stezky
| - Bečovská botanická zahrada - Bečovská panoramatická stezka - Dolování v okolí Michalových hor - Geologický park v Mariánských Lázních - Lázeňskými lesy okolo Mariánských Lázní - Kladské rašeliny - Kynžvartské kyselky | - Milhostovské mofety - Mnichovské hadce - Smraďoch - Svatošské skály - Šibeniční vrch - Zaniklé obce na Březovsku - Siardův pramen |